# Bogdan Raczynski
Pour les articles homonymes, voir Bogdan et Raczyński.
 (décembre 2018).
Bogdan Raczynski est un artiste américain d'origine polonaise de musique électronique rattaché au genre braindance.

## Biographie
Bogdan Raczynski est né en Pologne en 1977. Sa famille a vécu aux États-Unis pendant toute son enfance.  
Au cours de sa jeunesse, il vit sans domicile fixe à Tokyo durant plusieurs mois. 
Raczynski est d'abord affilié au label Rephlex d'Aphex Twin. Il y publie une douzaine d'enregistrements entre 1999 et 2007, allant de la jungle comme sur '96 Drum 'n' Bass Classixxx aux méditations sentimentales électroacoustiques sur MyLoveILove.
Dans une interview en 2019 pour Resident Advisor, Aphex Twin le crédite comme une source d'inspiration majeure dans la composition de l'album Drukqs sorti en 2001, et ajoute : « Il faisait tout sur un logiciel PC pourri, avant que 99.9 % des gens ne se servent de leur ordinateur pour tout faire. À l'époque, [les ordinateurs] n'étaient utilisés que comme séquenceurs. »
Son EP Muzyka Dla Imigrantów (en) est Single of the Week pour le magazine anglais New Musical Express.
Renegade Platinum Mega Dance Attack Party : Don The Plates est l'avant dernier album de Bogdan Raczynski sorti en 2003. Il n'est pas considéré, par certains, comme un album, mais plutôt comme une compilation réunissant quelques morceaux de l'album '96 Drum 'n' Bass Classixxx et tous les morceaux du maxi-single I Will Eat Your Children Too!.
Il a produit une chanson avec Björk : la première version de Who Is It (Carry My Joy On The Left, Carry My Pain On The Right) issue de l'album Medúlla.
En 2007, Raczynski sort l'album Alright!.
Il ne publie aucun album ensuite mais continue à se produire en live et à composer quelques DJ mixes. 
En 2019, il fait son retour avec l'album Rave 'Till You Cry.

## Discographie

### Albums
- Boku Mo Wakaran (en japonais : ボクも分からん), Rephlex Records, 1999
- Samurai Math Beats, Rephlex Records, 1999
- Thinking of You, Rephlex Records, 1999
- MyLoveILove, Rephlex Records, 2001
- '96 Drum 'n' Bass Classixxx - (Uniquement en vinyles 2xLP), Rephlex Records, 2002
- Renegade Platinum Mega Dance Attack Party: Don The Plates, Rephlex Records, 2003
- Alright!, Rephlex Records, 2007
- Rave 'Till You Cry, Disciples, 2019
- Debt EP, Unknown To The Unknown, 2020

### Compilations
- Soothing Sounds For Raymond, Badaboom Gramophone, 
(Bogdan Raczynski - Chocolate Champion)
- The State Of E:Motion Vol. 7, E:Motion, 1999
- Baseck + Diskore: Darkmatter Soundsystem - (Cassette), Not On Label, 2001
- The Braindance Coincidence, Rephlex Records, 2001
(Compilation où chaque artiste a enregistré un morceau pour cette sortie qui est la 100e édition)
- Twenty Five, Bruits De Fond, 2001
- Not Too Glitch, Bruits De Fond, 2002
- Zod Mix.02, Zod, 2002
- Rephlexions! An Album Of Braindance!, Rephlex Records, 2003
(Compilation de la même lignée que The Braindance Coincidence)
- The Last Minute Soundtrack, Palm Pictures, 2003
- Baseck: Live @ 2939, Addict Records, 2004
- Jagoff Uprising: A Rhinoplex.org Compilation, Thac0 Records, 2005
- Top 40 Suicide / Hypodraulics, Vulgar, 2005

### Compilations ou Singles/CD maxi de Remixes
- My Number One / Super Sexy Lady, Rephlex Records, 1999
- Warp 10+3 Remixes, Warp Records, 1999
- This Is My EP, Caipirinha Productions, 2000
- Immédiate Action, Hefty Records, 2001
- Immédiate Action - Bonus Tracks, Hefty Records, 2001
- One (The Loneliest Number) - The Remix Versions, Suburban Trash Industries, Systemic Disease, 2001
- 1993-2003: 1st Decade in the Machines, Jester Records, 2003
- Kill Or Be Killed - The Remixes, Amex, 2003
- Kindling EP, Trifekta, 2003
- Manhunt Remixes, Rockstar Games, 2003
- Fracture, Bruits De Fond, 2004
- Ripley - Ich Bin Defekt, Death$ucker Records, 2005